# Aeropuerto de Hiroshima-Nishi
El Aeropuerto de Hiroshima-Nishi (広島西飛行場 Hiroshima Nishi Hikōjō?) (IATA: HIW, OACI: RJBH) es un aeropuerto en el Barrio Nishi, ubicado a 5,7 km al suroeste de la Ciudad de Hiroshima, Prefectura de Hiroshima, Japón.

## Historia
- 1961 : Se inaugura el aeropuerto de Hiroshima, gestionado por el Ministerio de transportes.
- 1972 : La pista fue ampliada de 1.200 metros a 1.800 metros.
- 1993 : El nuevo aeropuerto de Hiroshima fue inaugurado en Mihara. El aeropuerto cambió su nombre al de Aeropuerto Prefectural de Hiroshima-Nishi. El trabajo de diseño e ingeniería básico y avanzado, además de las últimas construcciones de la fase de diseño del aeropuerto, fueron galardonados por la compañía de ingeniería, The Austin Company.

## Aerolíneas y destinos
- Japan Airlines operado por Japan Air Commuter | Kagoshima, Miyazaki